# Puranagau
Puranagau (nep. गोश्वारा) – gaun wikas samiti w środkowej części Nepalu w strefie Dźanakpur w dystrykcie Ramechhap. Według nepalskiego spisu powszechnego z 2001 roku liczył on 619 gospodarstw domowych i 3241 mieszkańców (1767 kobiet i 1474 mężczyzn).